# Anomocephalus
Anomocephalus is een geslacht van uitgestorven herbivore therapsiden behorend tot de Anomodontia uit het Midden-Perm van zuidelijk Afrika.

## Fossiele vondst
Anomocephalus werd in 1999 beschreven aan de hand van een gedeeltelijke schedel en het gebit. Dit fossiel werd gevonden in de Tapinocephalus Assemblage Zone van de Beaufortgroep bij Williston in de Zuid-Afrikaanse provincie Noord-Kaap. De afzettingen waarin het fossiel gevonden is, dateren uit het Capitanien in het Midden-Perm met een ouderdom van ongeveer 260 miljoen jaar.

## Kenmerken
De schedel van Anomocephalus is 21 centimeter lang met een relatief lange snuit. De lichaamslengte wordt geschat op 100 tot 120 centimeter, waarmee Anomocephalus het formaat van een wild zwijn had en een van de grootste vroege vormen uit de Anomodontia was. Het gebit omvat stompe, pinvormige voortanden, hoektanden met zadelvormige uiteinden en twee premaxillaire tanden. Anomocephalus was een herbivoor en voedde zich met planten met een hoog vezelgehalte.

## Verwantschap
Anomocephalus was bij de beschrijving van het fossiel de meest basale bekende soort uit de Anomodontia en het ondersteunde de geldende gedachte dat oorsprong van de Anomodontia op het zuidelijke supercontinent Gondwana plaats vond. Sinds 2009 geldt Biseridens uit China als de meest basale vorm uit de Anomodontia en heeft de beschrijving van de verwante Tiarajudens uit Brazilië in 2011 laten zien dat de Anomocephaloidea een minder basale positie binnen de Anomodontia inneemt dan aanvankelijk werd gedacht.